# Arachnis aulaea
Arachnis aulaea là một loài bướm đêm thuộc phân họ Arctiinae, họ Erebidae.